# ヘンリー・クーパー
サー・ヘンリー・クーパー（Sir Henry Cooper, OBE KSG、1934年5月3日 - 2011年5月1日）は、イギリスの元プロボクサー。ロンドン・ランベス出身。元英国・コモンウェルス・欧州ヘビー級王者。
世界王座戴冠には届かなかったが、英国・コモンウェルスのヘビー級王座を12年間にわたり保持し、イギリスを代表するヘビー級ボクサーの1人であった。また、モハメド・アリと2度対戦し、1度目の試合ではノックダウンを奪うなどアリを苦しめたことでも知られる。引退後は映画出演や広告塔としてテレビ出演するなど活動し、イギリス国内で絶大な人気を誇った。2000年にはイギリス人ボクサーで唯一となるナイト位を叙勲され、「サー」（Sir）の敬称をつけて呼ばれることもある。

## ボクシングスタイル
クーパーは左利きだったが、サウスポーの構えではなくオーソドックスの構えをとり、アッパーのような軌道を描く「エンリーズ・アマー」（ヘンリーズ・ハンマー）と呼ばれる左フックを得意としていた。ディフェンス技術はそれほど優れていなかったが、クーパーはアグレッシブなボクシングスタイルでそれを補った。キャリア後半には左肩を痛めたため、右のパンチに重点を置くように調整した。

## 来歴
クーパーは1934年5月3日木曜日、ロンドンのランベスで父ヘンリー・シニアと母リリーとの間に生まれ、一卵性双生児の弟ジョージと兄バーンと共にロンドン南東部のファームステッド・ロードにある公営住宅で育った。その後、第二次世界大戦が勃発すると、クーパー一家はウェスト・サセックスのランシングに疎開し貧しい生活を送った。1949年にボクシングを始め、アマチュアでは84戦73勝の戦績を残した。また、1952年にはヘルシンキオリンピックにライトヘビー級で出場し、2回戦で敗退した。

### プロ時代
1954年9月14日、プロデビュー。
1959年1月12日、ブライアン・ロンドンを15回判定で破り、英国・コモンウェルス王座獲得に成功した。その後、両王座を5度防衛。

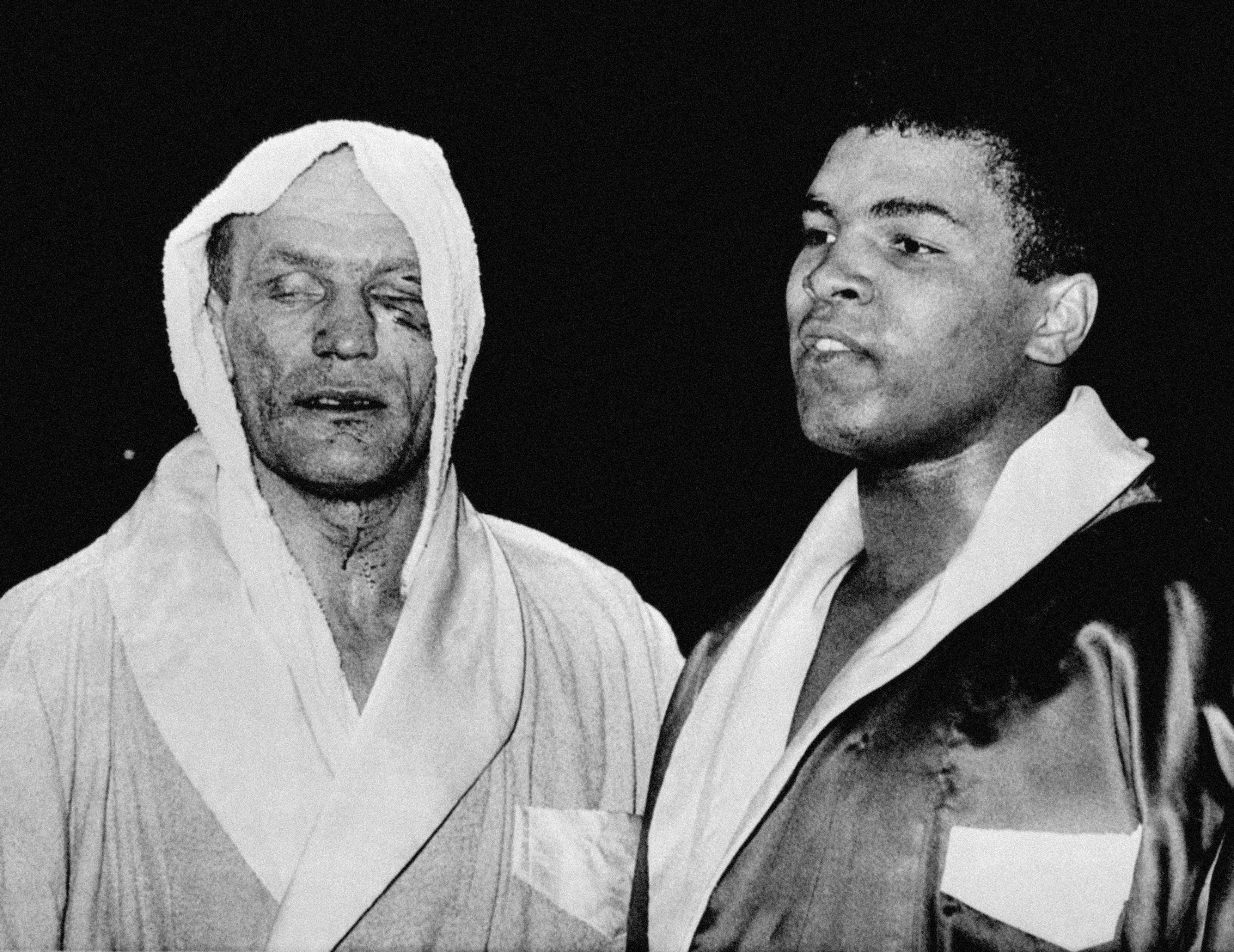
試合後のクーパー(左)とアリ(右)

1963年6月18日、ロンドンのウェンブリー・スタジアムでモハメド・アリと対戦し、4回に左フックでアリからダウンを奪うも、左目周辺に切り傷を負い、ドクターストップで5回2分15秒TKO負けを喫した。
1964年2月24日、ブライアン・ロンドンと再戦し、15回判定勝ちを収め、6度目の英国・コモンウェルス王座防衛に成功するとともに、欧州ヘビー級王座を獲得した。
1966年5月21日、ロンドンのアーセナル・スタジアムでWBC世界ヘビー級王者モハメド・アリと再戦。アリはクーパーの左フックを警戒しアウトボクシングの戦法をとり、クーパーはプレッシャーをかけお互いの実力が拮抗したハイレベルな打撃戦となったが、前回の試合と同様にクーパーは再び左目周辺に切り傷を負い、ドクターストップで6回1分38秒TKO負けを喫し王座獲得に失敗した。
1968年9月18日、欧州ヘビー級王者カール・ミルデンバーガーを破り王座獲得に成功し、ミルデンバーガーはこの試合を最後に引退した。
1970年5月24日、ジャック・ボデルを15回判定で破り、10度目の英国・コモンウェルス王座防衛に成功した。
1971年3月16日、ジョー・バグナーと対戦し、物議を醸す15回判定負けを喫し、12年間保持し続けた英国・コモンウェルス王座と、3年間保持した欧州王座から陥落し、この試合を最後に現役を引退した。
プロでの通算成績は40勝（27KO）14敗1分。
77歳の誕生日の2日前の2011年5月1日、サリーのリンプスフィールドで死去。76歳没。

## 戦績
- プロボクシング：55戦 40勝 (27KO) 14敗 1分

## 獲得タイトル
- 英国ヘビー級王座
- コモンウェルスヘビー級王座
- 欧州ヘビー級王座

## 受賞歴
- 大英帝国勲章
- 大聖グレゴリウス勲章
- ナイト位